# Elegant Gothic Aristocrat
El Elegant Gothic Aristocrat (EGA) (llamado también en ocasiones Gothic Lolita Aristocrat (GLA)) es una línea de ropa del estilo de Moda Aristocrática creada por el músico y diseñador de moda japonés Mana para su tienda Moi-même-Moitié, con sucursales en Shinjuku y Nagoya, Japón y también en línea a través de su sitio web. Otra marca que crea ropa parecida a la EGA/GLA es Atelier Boz.
La Moda Aristocrática es llamada con frecuencia y de forma errónea en occidente "Elegant Gothic Aristocrat" o "EGA", sin embargo el término solo aplica a la línea de ropa de Moi-même-Moitié.
El estilo se centra en el concepto de androginidad y con regularidad utiliza conjuntos idénticos tanto para hombres como mujeres. La ropa está limitada con frecuencia a colores negro, blanco o colores oscuros, y la imagen se basa en la elegancia y simplicidad. La línea EGA corresponde a la mitad de la línea de moda producida por Moi-même-Moitié, la otra mitad corresponde al EGL, o Elegant Gothic Lolita, que se diferencia del EGA por ser un combinación entre la moda Gothic Lolita y la Moda Lolita en general, siendo por ende una línea con un enfoque más infantil y juvenil.
La línea EGA es usualmente simple y firme, con pantalones y faldas largas que contrastan con el estilo de la Moda Lolita. 
El EGA está enfocado principalmente a personas mayores que sienten que son muy viejas para los estilos de Moda Lolita y Gothic Lolita. Muchas de estas personas acuden al EGA como una alternativa más madura y sofisticada.